# Ilex ludianensis
Ilex ludianensis är en järneksväxtart som beskrevs av S.C. Huang och Y.R. Li. Ilex ludianensis ingår i släktet järnekar, och familjen järneksväxter. Inga underarter finns listade i Catalogue of Life.